# 川上洋平
川上 洋平（かわかみ ようへい、1982年〈昭和57年〉6月22日 - ）は、日本のミュージシャン、作詞家、作曲家、俳優。ロックバンド[Alexandros]のボーカリスト兼ギタリスト。

## 人物

### 来歴
- 1982年6月22日、神奈川県川崎市生まれ。
- 父親の仕事の関係で、9歳～15歳までシリアに居住し同地のアメリカンスクールに通う。アメリカンスクール5年生の時に選択科目でクラシック・ギターの授業を受講したことをきっかけにギターにのめり込むようになる[3]。
- 帰国後、神奈川県立弥栄西高等学校に進学。後に［Champagne］のメンバーとなる白井眞輝・庄村聡泰は軽音楽部の同級生および後輩にあたる。
- 2001年4月、青山学院大学法学部に進学。
- 大学在学中に［Champagne］を結成し、代々木公園での路上ライブ等を中心に活動。なお当時はリードギターを担当しており、前任のボーカリストの脱退に伴いボーカルを兼任するようになる。
- 2007年3月に大学を卒業後外資系メーカーで営業職に就くも、「運転中に無意識にリズムを刻んでいて先輩に注意された」等と語っており、「俺には音楽しかない」と考え[3]2010年に退職。その後インディーズデビューまではテレアポのアルバイトをしながらバンド活動を続けていた。
- 2017年の映画『きょうのキラ君』でカメオ出演ながら映画デビューを果たす。その後はテレビドラマ「ウチの娘は、彼氏が出来ない!!」への出演など、俳優としての活動も行っている。

### 人物
- 身長181 cm[4]、血液型A型[5]。
- 趣味は映画鑑賞で、「毎年200本鑑賞」を目標としている。映画好きが高じて雑誌でコラムを連載していた事もある。毎年年末にはブログでその年に観た映画の一覧を公開しており、2017年までは各映画の採点も行っていた[注 1]。
- 猫2匹（「ソイ」「ラテ」）を飼っている。かつては「ミルク」という猫も飼っており、ミルクをモデルとしたグッズが発売される等ファンからの人気も高かったが、2016年11月に老衰で没している（23歳没）。
- 学生時代より運転免許を取得しており、「For Freedom」PV等で車の運転シーンを披露している。その後更新を忘れてしまい失効し、2020年に再取得している。
- お酒を飲まない、タバコを吸わない、ギャンブルなどもしない[6][7][8]。

### 音楽的影響
- 英国のロックバンド・Oasis及び同バンドのギタリストであるノエル・ギャラガーに強い影響を受けていることを公言している。旧バンド名の「［Champagne］」は、Oasisの楽曲である「Champagne Supernova」から取られているほか、川上はノエルのシグネチャーモデルであるユニオンジャックがプリントされたギターを入手、ライブで使用している（下記使用機材項を参照）。

## 使用機材
主なもののみ記載。

### エレキギター
- Fender USA Jazzmaster（1965年製、2T Sunburst）
現在のメインギター。「涙がこぼれそう」のレコーディングの際に初めて導入され、以降大半のライブで使用されている。PVでは「Kick＆Spin」や「ムーンソング」等で使用。ピックアップセレクターはテープで固定している。
- Fender Custom Shop Jazzmaster（White）
2013年に購入。現在はライブでのサブギターとして運用されているが、上記の1965年製Jazzmasterがトラブル等で使用できない場合はメインギターとして使用される場合もある。「Adventure」「Famous Day」等のPVにも登場している。
- Fender USA Custom Shop Stratocaster（White）
2009年にインディーズデビューが決定したタイミングで購入。以降、［Champagne］の活動のほとんどにおいてメインギターとして使用された。本機はメイプル指板にラージヘッド、カラーは黄色がかったOlympic Whiteの70年代仕様になっている。ヘッドの先端にイギリス国旗のシールが貼られている。［Alexandros］名義になってからも、一部楽曲のレコーディングや「Feel like」PV等に登場している。
- Gibson Custom Shop Firebird Non-Reverse（Red）
2015年の「Girl A」制作時に入手。「アルペジオ」PVに登場した。現在でもダウンチューニング用ギターとしてライブで使用されている。
- Epiphone Sheraton Union Jack Supernova
川上が敬愛するノエル・ギャラガーのシグネチャーモデル。2016年のツアー「We Come In Peace」で初めて使用された。現在は弾き語り配信ライブ等でよく使用される。

### アコースティックギター
- Martin 000-28
2022年現在ライブでメインとして使用されるアコースティックギター。2015年購入。PVでは「ワタリドリ」で使用された。
- Gibson HP665 SB
上記のMartin 000-28と並ぶライブでのメイン機。Martin 000-28よりも豊かな鳴りが特徴で、テンポの遅いバラード系の楽曲で使用されることが多い。
- Yamaha CPX2000
2012年頃に導入されていたアコースティックギター。もともとは磯部寛之からの借り物である。「Waitress, Waitress！」PVで使用。現在はライブ・レコーディング用機材からは引退しており、自宅で作曲を行う際に使用されることが多い。

### アンプ
- SAVAGE Studio Glas 30
［Champagne］名義時代から、最も多くのライブで使用されてきたアンプ。現在日本では流通していない。
- VOX AC30
- Fender BASSMAN
どちらも現在のメインアンプ。歪んだ音を鳴らす時はAC30、クリーンサウンドを使用する際はBASSMANと使い分けている。
- Supro S6420
2015年の「ワタリドリ」レコーディング時に、スタジオにあったこのアンプを使用して気に入ったことから、翌年リイシューモデルを購入。
- Mesa／Boogie Rectifier
- VINTAGE SOUND AMPS Classic 22

## 参加楽曲
| 発売日            | アーティスト・タイトル                                                | 楽曲名                                 | 参加パート                     |
| ----------------- | --------------------------------------------------------------------- | -------------------------------------- | ------------------------------ |
| 2014年 （未発売） | POSSESSION=80.2 POR CENTO FM802「ACCESSキャンペーン」                 | 「春の歌」                             | ボーカル                       |
| 2014年03月26日    | m-flo 『FUTURE IS WOW』                                               | 「FLY」                                | 共作詞・共作曲・ゲストボーカル |
| 2015年 （未発売） | Sugar & The Radio Fire FM802「ACCESSキャンペーン」                    | 「Music Train 〜春の魔術師〜」         | ボーカル                       |
| 2017年10月11日    | 有安杏果 『ココロノオト』                                             | 「Drive Drive」                        | 作詞・作曲                     |
| 2017年11月29日    | SUGIZO 『ONENESS M』                                                  | 「Daniela」                            | ゲストボーカル                 |
| 2020年01月08日    | 木村拓哉 『Go with the Flow』                                         | 「Leftovers」                          | 作詞・作曲・共編曲             |
| 2020年12月23日    | 東京スカパラダイスオーケストラ 『ALMIGHTY～仮面の約束 feat.川上洋平』 | 「ALMIGHTY～仮面の約束 feat.川上洋平」 | 英語詞・ゲストボーカル         |
| 2021年03月03日    | 東京スカパラダイスオーケストラ 『SKA=ALMIGHTY』                       | 「多重露光 feat.川上洋平」             | ゲストボーカル                 |
| 2021年01月20日    | 家入レオ 『空と青』                                                   | 「空と青」                             | 作曲・編曲                     |

## 出演

### テレビドラマ
- ウチの娘は、彼氏が出来ない!!（2021年1月13日 - 3月17日、日本テレビ） - 橘漱石 役[9]
- 夕暮れに、手をつなぐ（2023年1月17日 - 3月21日、TBS） - 雪平爽介 役[10]
- プライベートバンカー 最終回（2025年3月6日、テレビ朝日） - 京極宗一郎の秘書 役[11]

### バラエティ
- 太田上田（中京テレビ）- 番組のファンとして不定期に出演したり番組テーマソングを制作した。

### ラジオ
全てTOKYO FM・JFN系列
- アレキサンドLOCKS!（SCHOOL OF LOCK!内「ARTIST LOCKS!」コーナー、2015年10月 - 2021年3月）
- 「おとをかし」[注 2]（2021年4月3日 - ）[注 3]

### 映画
- きょうのキラ君（2017年2月25日、ショウゲート） - 英語教師 役（カメオ出演）[12]
- 機動戦士ガンダム 閃光のハサウェイ（2021年6月11日、松竹） - ダバオ市民 役（声の出演）[13]

### 広告

#### 雑誌
- アパレルブランド「glamb」（2015年） - 2016年春コレクションのモデル[14]
- [Alexandros]川上洋平エッセイ連載 ファッション誌『Men's NONNO WEB』(2016年11月1日 - )『Alexandros川上洋平の「洋平's ノンノ」』
- [Alexandros]川上洋平エッセイ執筆「NyAERA」(2022年)2022年 2/25号[15]

#### CM
Web-CM
- （2021年10月19日～） Panasonic × Kao 共同プロジェクト「＃センタク」プロジェクト　「＃センタ

ク」CM
- 1. 第1弾（2021年10月19日～）「＃センタク」CM初回放送開始。
  2. 第2弾（2022年02月15日～）新生活編放送開始[16]

TV-CM
- （2021年09月25日〜）「Paidy」
- （2023年02月10日～）Panasonic 「＃それぞれのセンタク」CM放送開始。

大型ビジョンCM
- （2022年11月1日～13日、12月7〜8日）メンバーそれぞれが出演するPanasonic 「＃それぞれのセンタク」CMが、渋谷駅前の街頭ビジョン初の14面で同時放送。

## 書籍

### 連載
- 月刊「CLASSY 」- （2022年7月号より開始）

### エッセイ本
- [Alexandros]川上洋平エッセイ「余拍」（2022年9月28日）[17]